# Cuestionario SF-36
El SF-36 es un cuestionario de salud. Es utilizado en investigaciones médicas, de salud mental y, en general, en investigaciones relacionadas con la salud.
Ofrece una perspectiva general del estado de salud de la persona con la ventaja de que es fácil y rápido de rellenar, a la vez que también es sencillo de evaluar.
A la vez, al permitir valorar numéricamente diferentes aspectos en relación a la salud de la persona, se convierte en una herramienta excelente para cualquier investigación relacionada con la salud.
Contiene 36 preguntas que abordan diferentes aspectos relacionados con la vida cotidiana de la persona que rellena el cuestionario.
Estas preguntas se agrupan y miden en 8 apartados que se valoran independientemente y dan lugar a 8 dimensiones que mide el cuestionario.

## 8 Dimensiones
Las 8 dimensiones son:
- Funcionamiento físico.

- Limitación por problemas físicos.

- Dolor corporal.

- Funcionamiento o rol social.

- Salud mental.

- Limitación por problemas emocionales.

- Vitalidad, energía o fatiga.

- Percepción general de la salud.

Han aparecido 2 versiones de este cuestionario. Siendo muy parecidas entre sí, aunque la versión 2 incorpora mejoras.
Las preguntas del cuestionario piden respuestas relacionadas con el mes anterior. Sin embargo, tanto para las versión 1 y como para la versión 2 hay una adaptación (llamada versión águda), cuya diferencia radica en que pide las respuestas con relación a la semana anterior. 
Este cuestionario se ha empleado de forma individual, colectiva y, en ocasiones, se ha utilizado por vía telefónica.
Hay dos formas de evaluar el cuestionario. La más avanzada exige un cálculo más complejo. La forma sencilla permite hacer los cálculos con una simple calculadora.
Las puntuaciones de cada una de las 8 dimensiones del SF-36 oscilan entre los valores 0 y 100. Siendo 100 un resultado que indica una salud óptima y 0 reflejaría un estado de salud muy malo.
Existen versiones simplificadas del SF-36 en las que se reducen el número de preguntas.